# El mundo sumergido
El mundo sumergido es una novela de ciencia ficción de 1962, escrita por J. G. Ballard. Se considera que es una de las primeras obras de clima ficción.

## Trama
Está ambientada en un futuro no datado, aunque cercano, la Tierra se halla completamente inundada tras el deshielo de los casquetes polares. Un grupo de científicos y militares desarrollan tareas de investigación, de exploración y de rescate de supervivientes en los restos de las antiguas ciudades, de las que únicamente los edificios mayores emergen por encima de la superficie del agua.
Al contrario que otras novelas de ficción postapocalípticas, al personaje central de esta novela, un biólogo que nunca conoció el mundo antes del cataclismo, la situación del planeta no le provoca angustia o temor; muy al contrario, la trama describe su progresivo embelesamiento por la caótica realidad que ha hecho perecer el antiguo mundo.
La novela es una expansión de una novela corta del mismo título publicada en la revista Science Fiction Adventures, en enero de 1962.

## Personajes
- Robert Kerans: biólogo a cargo de estudiar los cambios climáticos que están sucediendo en el área del antiguo Londres, poco a poco se va convenciendo de la regresión biológica que está sucediendo no sólo en la naturaleza sino en la psique de los seres humanos, cortándo todo los lazos que lo unen a la antigua civilización, cuando reciben la orden de regresar al campamento Byrd en Groenlandia, prefiriendo quedarse en el mundo sumergido.
- Allan Bodkin: Colega de Kerans, es el primero en darse cuenta de los efectos no sólo biológicos sino también psíquicos que están ocurriendo y empieza a estudiarlos y a compartirlos con Kerans. Se da cuenta de que están retrocediendo en un tiempo arqueopsíquico, hacia etapas más tempranas de la evolución psicológica de los seres humanos. Es el único del grupo que puede recordar el mundo antes de la subida de las aguas y tiene un vínculo emocional con la ciudad de Londres; por eso cuando el saqueador Strangman levanta un dique para secar la ciudad sumergida, Bodkin intenta dinamitarlo y es asesinado por Strangman y sus hombres.
- Coronel Riggs: líder militar de la expedición de Kerans, accede a dejarlo en el mundo sumergido cuando les ordenan regresar a su base principal en Groenlandia, para luego regresar a salvarle la vida a los protagonistas.
- Beatrice Dahl: la hermosa heredera de un antiguo millonario, vive aún en la ciudad y se niega a partir cuando Riggs da la orden, prefiriendo quedarse con Kerans a quien la une, en principio el amor físico y más tarde la regresión arqueopsíquica.
- Teniente Hardman: el primero del grupo de Kerans en sufrir los cambios de la regresión, escapa de la base antes de la partida del Coronel Riggs y se interna en la jungla en busca de las tierras más cálidas del ecuador. Sufre una regresión total, al punto de perder su propia personalidad, siendo reemplazada por instintos básicos como seguir el sol en busca de calor.
- Strangman: Líder de una tripulación de saqueadores de antiguas obras de arte abandonadas en el mundo sumergido, entra en conflicto con Kerans y su grupo al crear un dique que permite desecar parte del antiguo Londres para saquearlo; es responsable de la muerte de Bodkin y está a punto de asesinar a Kerans cuando el Coronel Riggs regresa nuevamente al campamento.
- Sargento Macready: segundo al mando, muere de forma accidental cuando Kerans intenta inundar nuevamente la ciudad de Londres.